# قتعيات
القَتَعيات أو عثيات الخشب أو عث النجار أو كوسيدي (الاسم العلمي: Cossidae)، فصيلة حشرات من حرشفيات الأجنحة، كبيرة القد. تحتوي هذه الفصيلة على أكثر من 110 جنس وما يقرب من 700 نوع معروف، والعديد من الأنواع الأخرى تنتظر التصنيف. عثيات الخشب هي حشرات ليلية توجد في جميع أنحاء العالم، ما عدا فُصيلة Ratardinae في جنوب شرق آسيا، التي تنشط في الغالب خلال النهار.